# Dominion Newfoundland

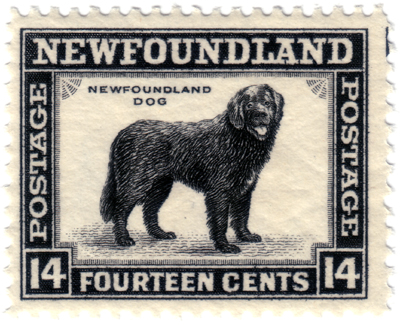
Een postzegel van het Dominion Newfoundland uit 1932 met daarop een newfoundlander afgebeeld

Het Dominion Newfoundland was een land in het oosten van Noord-Amerika dat bestond van 1907 tot 1949. Het land had als dominion oorspronkelijk zelfbestuur al bleef het wel een onderdeel van het Britse Rijk. Het bestond uit het eiland Newfoundland en de regio Labrador op het Amerikaanse vasteland.

## Politieke geschiedenis
Reeds sinds de 17e eeuw was de Kolonie Newfoundland een Engelse kolonie. Sinds 1825 was het een kroonkolonie van het Britse Rijk en vanaf 1855 had de Kolonie Newfoundland zelfbestuur.
Vanaf 26 maart 1907 was Newfoundland officieel een dominion, dus de facto een onafhankelijk land binnen de Commonwealth realm. Het bestuur lag net zoals in de koloniale tijd in handen van Algemene Vergadering van Newfoundland. Deze bestond uit een lagerhuis (het House of Assembly) en een hogerhuis (de Legislative Council) met aan het hoofd een gouverneur als vertegenwoordiger van de Britse kroon. 
In 1934 gaven ze echter vrijwillig het zelfbestuur op door zware financiële problemen, onder meer als gevolg van de zeer kostbare aanleg van de Newfoundland Railway, de grote inspanningen tijdens de Eerste Wereldoorlog en de algemene crisis van de jaren 30. Zo kwam Newfoundland na 79 jaar weer onder directe controle van Londen te staan en was het het enige dominion dat ooit vrijwillig haar recht op zelfbestuur opgaf. Het gebied werd van dan af aan bestuurd door de zogenaamde Commission of Government.
Op 1 april 1949 sloot het zich als "Newfoundland" aan bij Canadese Confederatie en werd het zo de tiende provincie van dat land. In 2001 veranderde de naam van de provincie naar "Newfoundland and Labrador".

## Economie
Doorheen haar volledige bestaan was het Dominion Newfoundland een van 's werelds belangrijkste exporteurs van ijzererts via de mijnen van Bell Island. De belangrijkste sector was echter de visserij.

## Sport
Newfoundland vaardigde atleten af voor de eerste British Empire Games, die gehouden werden in 1930. Ze stuurden eveneens een nationale delegatie bij de editie van 1934. In 1938 stuurden ze hun sporters echter naar het toernooi onder Canadese vlag.